# Don Chaffey
Donald "Don" Chaffey (Hastings, Sussex, 5 augustus 1917 – Kawau Island, Nieuw-Zeeland, 13 november 1990) was een Britse filmregisseur, -schrijver en –producer, en artdirector.
Chaffeys filmcarrière begon in 1947. Zijn regiedebuut maakte hij in 1953. Hij bleef actief in de filmindustrie tot aan zijn dood in 1990.
Chaffey is vooral bekend van fantasyfilms zoals Jason and the Argonauts (1963), The Three Lives of Thomasina (1964), One Million Years B.C. (1966), The Viking Queen (1967), Creatures the World Forgot (1970), Peter en de Draak (Pete’s Dragon; 1977), en C.H.O.M.P.S (1979), zijn laatste lange speelfilm.
Naast films regisseerde Chaffey ook individuele afleveringen van Britse televisieseries, waaronder The Prisoner, Danger Man, en De Wrekers (The Avengers). Vanaf de jaren 80 tot aan zijn dood hield hij zich uitsluitend nog bezig met de Amerikaanse filmindustrie, zoals de serie Fantasy Island, Stingray, MacGyver, T.J. Hooker, Matt Houston, en Charlie's Angels.
Don Chaffey stierf aan de gevolgen van hartfalen.